# سباق لو تور دو فرانس 2017
سباق لو تور دو فرانس 2017 (بالفرنسية: La course by Le Tour de France 2017) هو سباق دراجات هوائية، وهو الموسم الرابع من سباق لو تور دو فرانس، وأقيم خلال الفترة من 20 يوليو 2017، وحتى 22 يوليو 2017 ضمن سباقات طواف العالم للدراجات للسيدات 2017، وشارك فيه  123 متسابقاً.
فاز بالمركز الأول أنيميك فان فليوتن، وبالمركز الثاني ليزي ديجنان، وبالمركز الثالث إليسا ونغو بورغيني.

## الفرق
| فرق سيدات محترفة (20)- يو أي أيه تيم ‏ - أيه آر مونكس برو سيكلينج للسيدات ‏ - بيبينك ‏ - إس دي وركس ‏ - BTC City Ljubljana ‏ - كانيون–إس آر إيه إم ‏ - Équipe Paule Ka ‏ - Cylance Pro Cycling (women's team) ‏ - FDJ–Suez ‏ - هايتك بوردكتس 2017 ‏ - لاريس واوودلز للسيدات 2017 ‏ - Lensworld–Kuota ‏ - لوتو سودال للسيدات 2017 ‏ - Liv AlUla Jayco ‏ - Servetto–Makhymo–Beltrami TSA ‏ - فريق سنويب للسيدات 2017 ‏ - EF Education–Tibco–SVB ‏ - Team Virtu Cycling Women ‏ - Wiggle High5 Pro Cycling ‏ - ليف ريسينغ ‏ فريق وطني- فريق فرنسا لركوب الدراجات للسيدات 2017 ‏ |  |
| |  |

## المراحل
| قائمة المراحل | قائمة المراحل | قائمة المراحل                 | قائمة المراحل  | قائمة المراحل | قائمة المراحل     | قائمة المراحل     |
| المرحلة       | التاريخ       | الدورة                        |                | المسافة (كم)  | الفائز بالمرحلة   | القائد العام      |
| ------------- | ------------- | ----------------------------- | -------------- | ------------- | ----------------- | ----------------- |
| المرحلة 1     | 20 يوليو      | بريانسون – Col d'Izoard ‏      | مرحلة جبلية    | 67٫5          | أنيميك فان فليوتن | أنيميك فان فليوتن |
| المرحلة 2     | 22 يوليو      | ملعب فيلودروم – ملعب فيلودروم | فردي ضد الساعة | 22٫5          | أنيميك فان فليوتن | أنيميك فان فليوتن |

## النتيجة

### مرحلة 1
هي مرحلة جبلية، أقيمت في 20 يوليو 2017، وامتدّت لمسافة 67.5 كيلومتر. فاز بالمرحلة أنيميك فان فليوتن، وكان متصدر الترتيب العام في نهاية المرحلة أنيميك فان فليوتن.

### مرحلة 2
هي مرحلة من نوع سباق زمن فردي، أقيمت في 22 يوليو 2017، وامتدّت لمسافة 22.5 كيلومتر. فاز بالمرحلة أنيميك فان فليوتن، وكان متصدر الترتيب العام في نهاية المرحلة أنيميك فان فليوتن.

## التصنيف العام النهائي
| التصنيف العام         | التصنيف العام       | التصنيف العام                      | التصنيف العام | التصنيف العام |
| العداء                | العداء              | الفريق                             | الوقت         |               |
| --------------------- | ------------------- | ---------------------------------- | ------------- | ------------- |
| 1                     | أنيميك فان فليوتن   | Orica-Scott                        | 2 س 07 د 18 ث |               |
| 2                     | ليزي ديجنان         | Boels Dolmans                      | + 43 ث        |               |
| 3                     | إليسا ونغو بورغيني  | Wiggle High5                       | + 1 د 23 ث    |               |
| 4                     | ميغان غوارنير       | Boels Dolmans                      | + 1 د 28 ث    |               |
| 5                     | شارا جيلو           | FDJ-Nouvelle Aquitaine-Futuroscope | + 1 د 33 ث    |               |
| 6                     | أماندا سبرات        | Orica-Scott                        | + 1 د 41 ث    |               |
| 7                     | لورين ستيفنز        | Tibco-Silicon Valley Bank          | + 1 د 51 ث    |               |
| 8                     | آنا سانابريا        | Servetto Giusta                    | + 2 د 24 ث    |               |
| 9                     | كاتارزينا نيفيادوما | WM3                                | + 2 د 52 ث    |               |
| 10                    | حنا نيلسون          | BTC City Ljubljana                 | + 3 د 04 ث    |               |
|                       |                     |                                    |               |               |
| مصدر: ProCyclingStats |                     |                                    |               |               |

## وصلات خارجية
- الموقع الرسمي
- لمحة عن سباق سباق لو تور دو فرانس 2017 على موقع  ProCyclingStats   (برو  سايكلنج  ستاتس) - إحصاءات  محترفي  الدراجات.
- سباق لو تور دو فرانس 2017 على موقع إحصائيات الدراجات الإحترافية (الإنجليزية)